# Carroll County (Illinois)
Carroll County is een county in de Amerikaanse staat Illinois.
De county heeft een landoppervlakte van 1.150 km² en telt 16.674 inwoners (volkstelling 2000). De hoofdplaats is Mount Carroll.